# Aspicilia aquatica
Aspicilia aquatica är en lavart som beskrevs av Körb. Aspicilia aquatica ingår i släktet Aspicilia och familjen Megasporaceae.  Arten är reproducerande i Sverige. Inga underarter finns listade i Catalogue of Life.